# Rivera Peaks
Die Rivera Peaks sind ein keilförmiges und 22,5 km langes Gebirge im südlichen Palmerland auf der Antarktischen Halbinsel. Sie ragen zwischen dem Swann-Gletscher und den Watson Peaks auf.
Der United States Geological Survey kartierte sie anhand eigener Vermessungen und Luftaufnahmen der United States Navy aus den Jahren von 1961 bis 1967. Das Advisory Committee on Antarctic Names benannte sie 1968 nach James P. Rivera, der im Rahmen des United States Antarctic Research Program 1967 als Elektrotechniker auf der Amundsen-Scott-Südpolstation tätig war.